# Jean Landry (ingénieur)
Pour les articles homonymes, voir Jean Landry.
Jean Landry, né le 3 octobre 1875 aux Verrières et mort le 17 juin 1940 à Lausanne, est un ingénieur suisse et professeur d'université.

## Biographie
Après avoir suivi ses études à Neuchâtel puis à l'école polytechnique fédérale de Zurich, il est nommé en 1902 professeur à l'école d'ingénieurs de l'université de Lausanne ; il dirigera par la suite cette école dès 1919. Pendant ses années professorales, il est amené à participer à différentes commissions fédérales et internationales, dont par exemple la commission fédérale des installations électriques, celle de l'économie hydraulique, des exportations d'énergie, et celle des poids et mesures.
Il est en particulier l'un des créateurs et le premier président de la compagnie Énergie Ouest Suisse en 1919. En 1929, il prend également la tête de la société de la Dixence qui construit le premier barrage sur la Dixence. 
En 1937, il est fait docteur honoraire es sciences techniques de l'école polytechnique fédérale de Lausanne « en reconnaissance des éminents services qu'il a rendus à son pays dans le domaine de l'utilisation des forces hydro-électriques et en témoignage de haute estime pour sa féconde activité scientifique et pratique comme ingénieur et professeur d'électrotechnique à l'école d'ingénieurs de l'Université de Lausanne ».